# Émile Bouhours
Émile Bouhours (Monnai, 3 giugno 1870 – La Courneuve, 7 ottobre 1953) è stato un ciclista su strada e pistard francese, professionista dal 1897 al 1913. Vinse una edizione della Parigi-Roubaix.
Specialista delle corse dietro moto e derny ottenne medaglie mondiali ed europee nella specialità del mezzofondo. In questa stessa disciplina conquistò per quattro volte il titolo nazionale francese (inoltre fu secondo nel 1899, 1901, 1911, e terzo nel 1906).

## Palmarès

### Strada

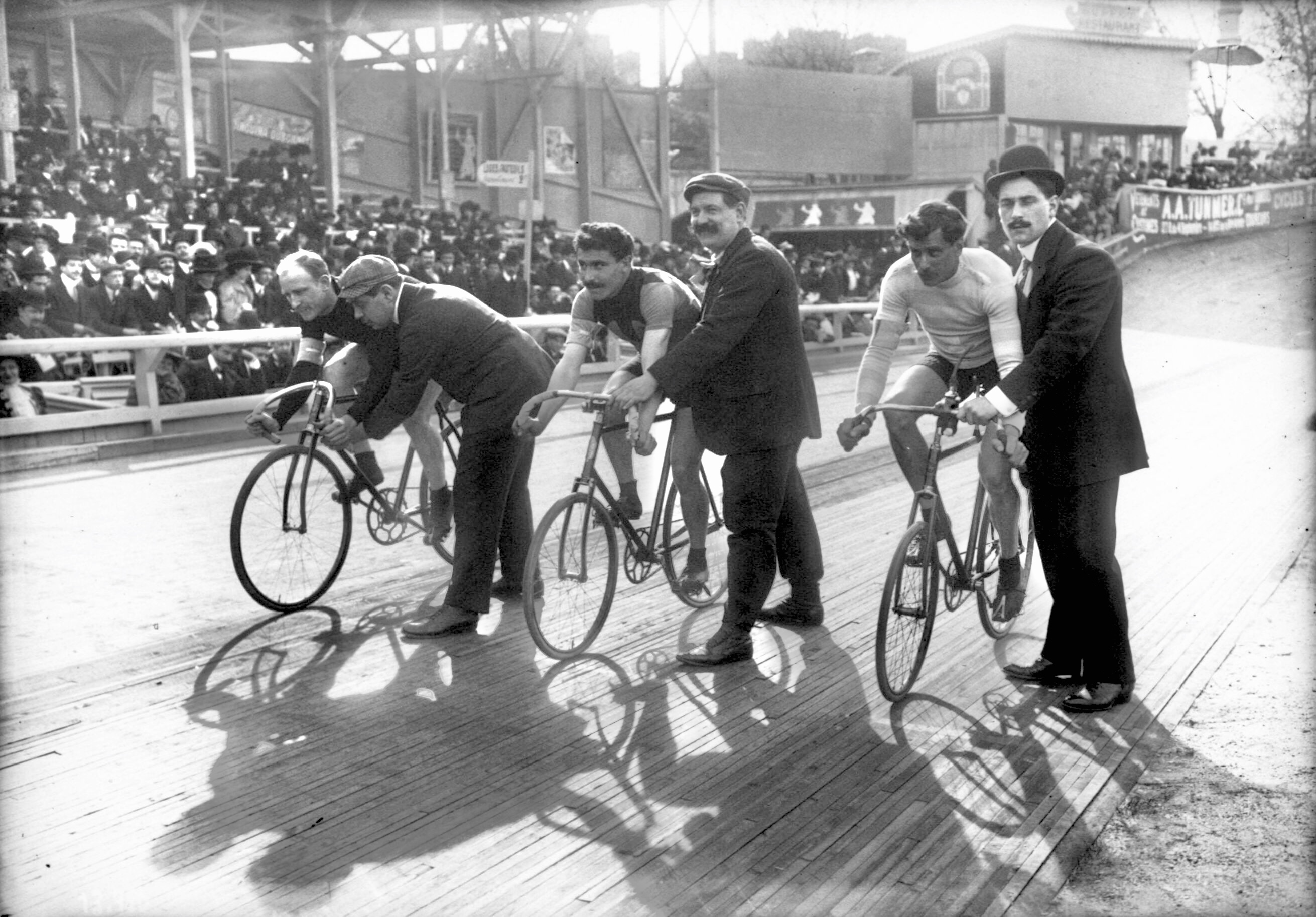
Émile Bouhours, Octave Lapize e Buffalo, 25 aprile 1909

- 1900

Parigi-Roubaix

### Pista
- 1897

Campionati francesi, Prova del Mezzofondo
- 1898

Campionati francesi, Prova del Mezzofondo
Ruota d'oro di Mezzofondo a Parigi
Ruota d'oro di Mezzofondo a Berlino
- 1900

Campionati francesi, Prova del Mezzofondo
Gran Premio d'Anversa di Mezzofondo
Gran Premio di Marsiglia di Mezzofondo
- 1901

Ruota d'oro di Mezzofondo a Berlino
- 1902

Campionati francesi, Prova del Mezzofondo
- 1905

24 ore di Parigi (Corsa dietro moto, 1312 km alla media di 54,693 km/h)

## Piazzamenti

### Grandi Giri
- Tour de France

1905: non partito
1913: ritirato (1ª tappa)

### Classiche monumento
- Parigi-Roubaix

1900: vincitore

### Competizioni mondiali
- Campionati del mondo

Parigi 1900 - Mezzonfondo: 3º
Berlino 1901 - Mezzonfondo: 5º
Roma 1902 - Mezzonfondo: 2º